# Webhook
Webhook у веброзробці це метод збільшення або розширення функціональності вебсторінки або вебзастосунку за допомогою користувацьких зворотних викликів (callbacks). Ці зворотні виклики можуть обслуговуватися або керуватися користувачами або веброзробниками, які не обов'язково пов'язані з вищезгаданим сайтом або вебзастосунком.
Термін вебхук був створений у 2007 році Джефом Ліндсеєм (Jeff Lindsay) з комп'ютерного терміна hook з вказанням слова web для визначення специфікації.
Зазвичай виклик вебхука відбувається на певній події, після чого сервіс, який обслуговує їх, надсилає HTTP-запит певного формату на вказану користувачем адресу. Наприклад, для GitHub можна створити webhook, який виконуватиметься при черговій операції push в репозиторій.